# 오미야촌 (이바라키현)
오미야촌(大宮村)은 이바라키현 가와치군·이나시키군에 일찍이 존재했던 촌이다. 현재의 류가사키시 남부에 해당한다.

## 역사
- 1889년 4월 1일 - 정촌제 시행에 수반해 이나사키군 오미야촌이 성립하였다.
- 1896년 4월 1일 - 이나사키군이 성립해. 이나사키군 오미야촌이 되었다.
- 1954년 3월 20일 - 이나시키 군 나레시바 촌, 야하라 촌, 나가토 촌, 기타소마군 가와라시로 촌, 기타몬마 촌과 함께 류가사키정에 합병, 시로 승격해 류가사키시가 되었다.